# Norra Björke landskommun
Norra Björke landskommun var en tidigare kommun i dåvarande Älvsborgs län.

## Administrativ historik
Kommunen bildades  i Björke socken i Väne härad i Västergötland när 1862 års kommunalförordningar trädde i kraft. Den 1 januari 1886 (enligt beslut den 17 april 1885) ändrades kommunens namnt till Norra Björke.
Vid kommunreformen 1952 uppgick den i Södra Väne landskommun som 1967 uppgick i Trollhättans stad som 1971 ombildades till Trollhättans kommun.

## Politik

### Mandatfördelning i Norra Björke landskommun 1938-1946
| 3 | 9 | 3 | 5 |

| 19 |

| 6 | 6 | 5 | 3 |

| 20 |

| 4 | 7 | 5 | 4 |

| 20 |